# Rivalidad Hunt-Lauda

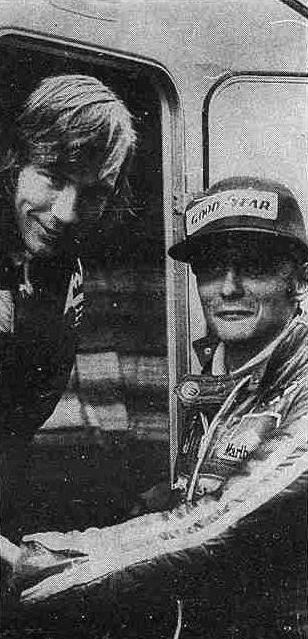
James Hunt y Niki Lauda en el Gran Premio de Italia de 1976.

La rivalidad Hunt-Lauda es la rivalidad deportiva de los años 70 entre los pilotos de Fórmula 1 James Hunt y Niki Lauda. Tuvo su mayor auge en la temporada 1976, cuando Hunt ganó el campeonato por un punto sobre Lauda.
Su rivalidad en 1976 fue recreada en la película Rush, dirigida por Ron Howard y estrenada en 2013.

## Historia

### Fórmula 1

#### Inicios
Niki Lauda debutó en Fórmula 1 en 1971 con March Engineering, pero recién se encontraría con Hunt dos años más tarde, quien se estrenó en Mónaco 1973 con un March del equipo Hesketh Racing. En esa temporada el británico terminaría 8.º con solo ocho carreras corridas, mientras que el austriaco sería 17.º en 15 carreras con BRM.

#### Llegada de Lauda a Ferrari y primeras victorias

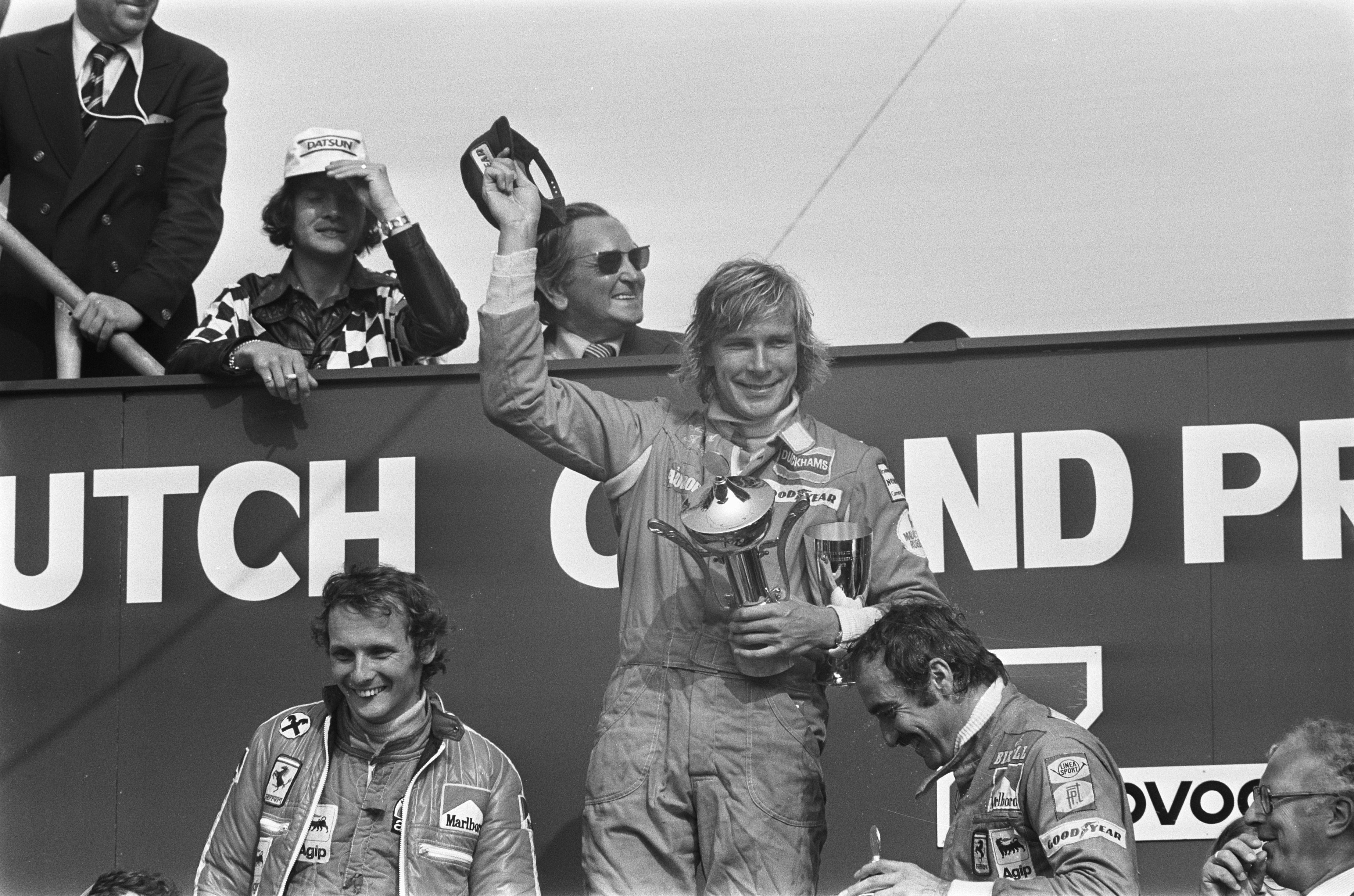
Hunt y Lauda compartiendo podio en 1975.

1974 significó la incorporación de Lauda por parte del equipo Ferrari y la obtención de la primera victoria en F1 de este piloto. Por otro lado, Hunt logró los primeros podios de Hesketh como constructor. Al año siguiente, los italianos pondrían por primera vez en pista al 312T, y Lauda sería el ganador del torneo por una ventaja de casi 20 puntos sobre Emerson Fittipaldi. Ferrari también se llevaría el título de constructores por amplia diferencia. James Hunt se quedó con el Gran Premio de los Países Bajos de ese año, con Lauda y Regazzoni de escoltas, y finalizó 4.º el campeonato.

#### 1976
La temporada 1976 fue donde se vivió con más intensidad la rivalidad entre estos dos pilotos. James Hunt contrató con el Marlboro Team McLaren. Llegado el Gran Premio de Suecia, la séptima competencia puntuable, más de 30 puntos aventajaban a Lauda de Hunt, gracias a las cuatro victorias y otros tres podios que había logrado. James Hunt había ganado en pista el GP de España, fue descalificado temporalmente por una irregularidad mecánica en su M23, pero se le devolvió el resultado tras unas semanas. En Le Castellet (Francia), el británico recortó la brecha con una victoria largando desde la pole, y había conseguido el mismo resultado en Silverstone, pero fue descalificado.

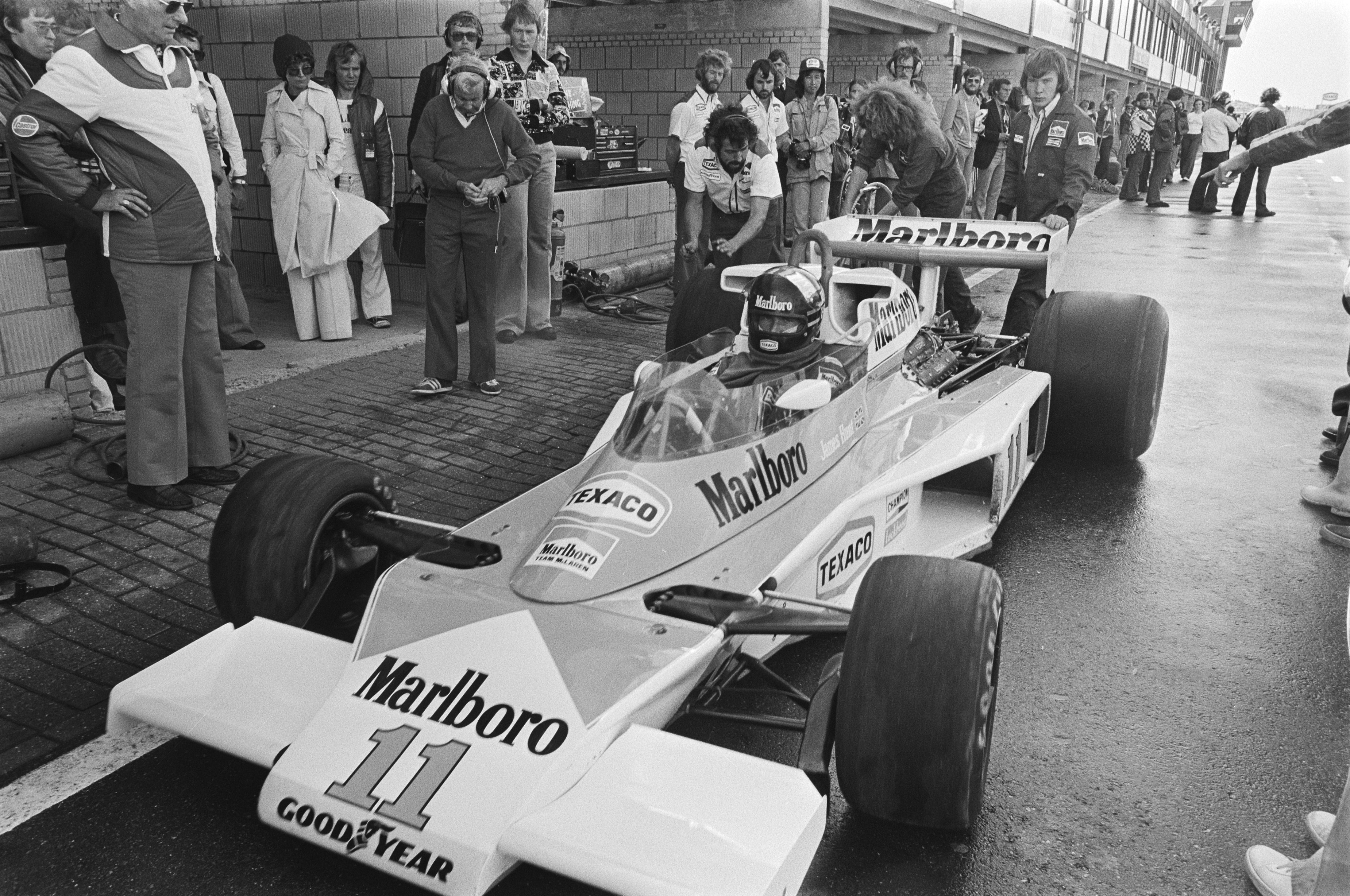
James Hunt en su McLaren M23 durante el Gran Premio de los Países Bajos de 1976.

El Gran Premio de Alemania, disputado el 1 de agosto en Nordschleife, recibía al campeonato con Lauda primero (61), Jody Scheckter segundo (36) y Hunt tercero (35). Este último marcó un tiempo de 7:06.5 en la clasificación, y a menos de un segundo se ubicó el austriaco. Tras pocos kilómetros recorridos de carrera, Niki perdió el control de su Ferrari 312T2, estrellándose contra las barreras de contención e incendiándose instantáneamente. Lauda fue sacado del bólido tras varios minutos en el fuego por varios pilotos que se detuvieron. Sufrió quemaduras de primer y tercer grado en su cabeza y manos.
Recién volvió al campeonato en el Gran Premio de Italia, habiendo dejado que James Hunt le reste puntos a la diferencia en Österreichring y Zandvoort. Para la última carrera del año; la primera edición del Gran Premio de Japón, en Fuji, el de Ferrari tenía una diferencia de tres puntos sobre el de McLaren. En dicha carrera, este se retiró en la segunda vuelta por las malas condiciones climáticas, mientras que James terminó 3.º detrás de Andretti y Depailler, consagrándose campeón de Fórmula 1 por un punto.
El cariño y el respeto fueron mutuos. James Hunt, ni bien ganó el título mundial en 1976, dijo: "Debo disculparme con Niki porque esta carrera se corrió en circunstancias ridículas. Entiendo que se haya retirado. Luego de un accidente así, ¿Qué más podía hacer? Siento que soy un justo campeón, pero que también lo es él. Me hubiese encantado que empatáramos".

#### Últimos años
Luego de esa temporada, James Hunt continuó dos años más en McLaren pero no volvió a ser protagonista en ningún campeonato; subió seis veces al podio, y pasó a Walter Wolf Racing para correr siete carreras, sin sumar, en 1979. Niki Lauda, por otro lado, fue campeón en el 77; año que rompió contrato con Ferrari. Corrió dos años con Brabham hasta su semirretiro, y volvió con McLaren de 1982 a 1985, ganando su tercer título mundial en el 84.

## Rush

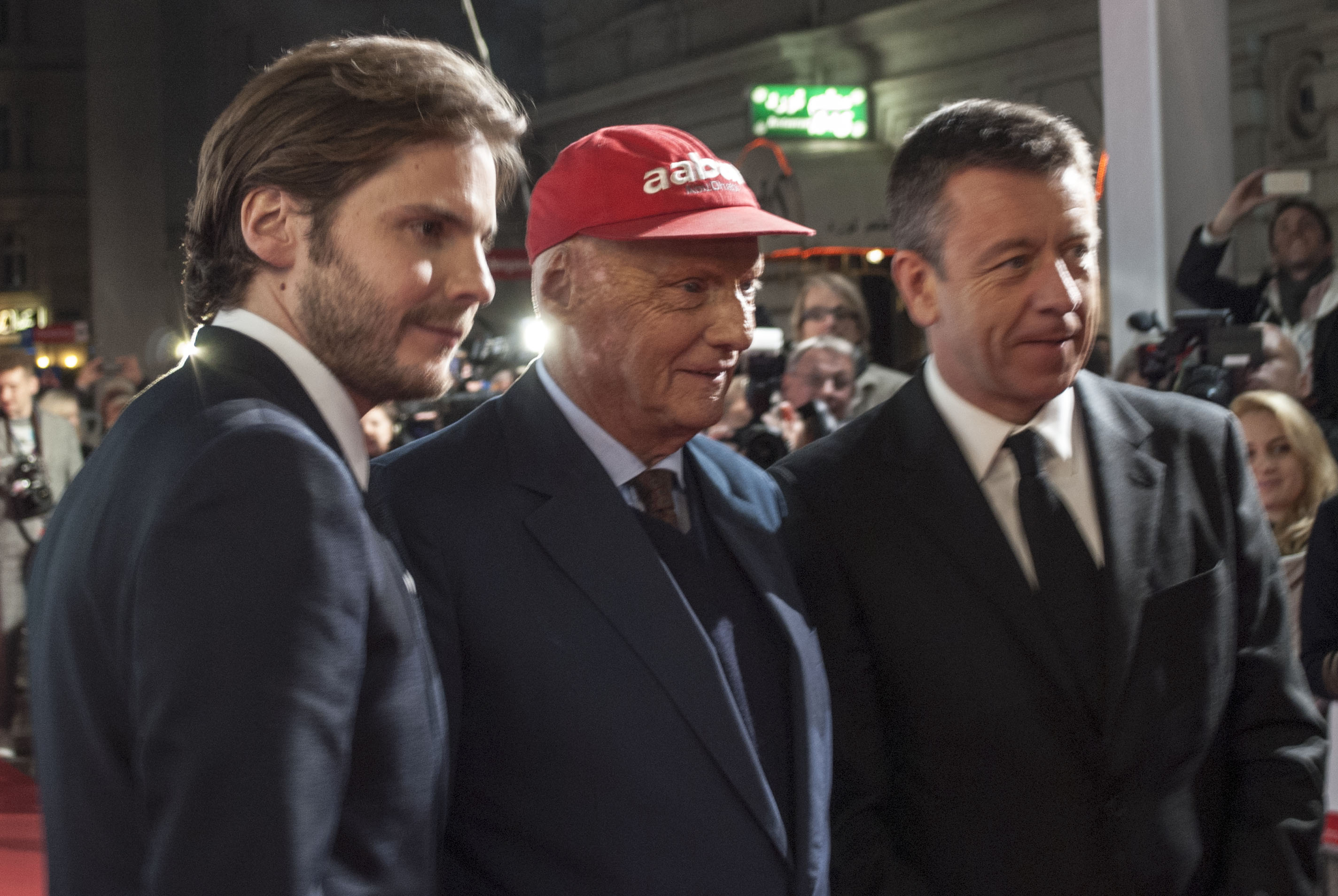
Daniel Brühl, Niki Lauda y Peter Morgan en la presentación de Rush.

Rush es una película biográfica deportiva de 2013 dirigida por Ron Howard, escrita por Peter Morgan y distribuida por Universal Pictures. El actor australiano Chris Hemsworth dio vida a Hunt, mientras que el hispano-alemán Daniel Brühl hizo lo propio con Lauda. El filme relata la disputa del campeonato 1976 de Fórmula 1, haciendo énfasis en el accidente sufrido por Niki en el Alemania y el título obtenido por James en Japón.

## Estadísticas

### Fórmula 1
| Piloto     | Grandes Premios | Títulos | Victorias | Poles | VR | Podios | Puntos |
| ---------- | --------------- | ------- | --------- | ----- | -- | ------ | ------ |
| James Hunt | 93              | 1       | 10        | 14    | 8  | 23     | 179    |
| Niki Lauda | 177             | 3       | 25        | 24    | 24 | 54     | 420.50 |
| Fuente:    |                 |         |           |       |    |        |        |